# Paulo Vinícius (cầu thủ bóng đá, sinh 1990)
Paulo Vinícius Souza dos Santos (sinh 21 tháng 2 năm 1990) là một cầu thủ bóng đá Hungary gốc Brazil thi đấu cho Videoton ở vị trí hậu vệ. Anh mang quốc tịch Hungary ngày 10 tháng 3 năm 2017.

## Sự nghiệp quốc tế
Vinícius được triệu tập vào Đội tuyển bóng đá quốc gia Hungary, sau khi nhập tịch Hungary năm 2017.

## Thống kê câu lạc bộ
Tính đến 20 tháng 7 năm 2017
| Câu lạc bộ          | Mùa giải            | Giải vô địch | Giải vô địch | Cúp     | Cúp       | Cúp Liên đoàn | Cúp Liên đoàn | Châu Âu | Châu Âu   | Tổng    | Tổng      |
| Câu lạc bộ          | Mùa giải            | Số trận      | Bàn thắng    | Số trận | Bàn thắng | Số trận       | Bàn thắng     | Số trận | Bàn thắng | Số trận | Bàn thắng |
| ------------------- | ------------------- | ------------ | ------------ | ------- | --------- | ------------- | ------------- | ------- | --------- | ------- | --------- |
| River Plate         | 2009–10             | 1            | 0            | 0       | 0         | 0             | 0             | 0       | 0         | 1       | 0         |
| River Plate         | 2010–11             | 24           | 1            | 0       | 0         | 0             | 0             | 1       | 0         | 25      | 1         |
| River Plate         | Tổng cộng           | 25           | 1            | 0       | 0         | 0             | 0             | 1       | 0         | 26      | 1         |
| Videoton            | 2011–12             | 21           | 3            | 6       | 0         | 8             | 0             | 0       | 0         | 35      | 3         |
| Videoton            | 2012–13             | 20           | 0            | 5       | 1         | 5             | 0             | 12      | 1         | 42      | 2         |
| Videoton            | 2013–14             | 25           | 2            | 3       | 0         | 10            | 0             | 2       | 1         | 40      | 2         |
| Videoton            | 2014–15             | 25           | 2            | 6       | 0         | 6             | 0             | 0       | 0         | 37      | 2         |
| Videoton            | 2015–16             | 27           | 0            | 3       | 1         | –             | –             | 6       | 1         | 36      | 2         |
| Videoton            | 2016–17             | 32           | 2            | 3       | 0         | –             | –             | 6       | 0         | 41      | 2         |
| Videoton            | 2017–18             | 1            | 0            | 0       | 0         | –             | –             | 3       | 0         | 4       | 0         |
| Videoton            | Tổng cộng           | 151          | 9            | 26      | 2         | 29            | 0             | 29      | 3         | 235     | 14        |
| Tổng cộng sự nghiệp | Tổng cộng sự nghiệp | 176          | 10           | 26      | 2         | 29            | 0             | 30      | 3         | 261     | 15        |